# Губін Владислав Валерійович
Губін Владислав Валерійович (нар. 12 серпня 1974, Харків) — український господарський діяч, лауреат Загальнонаціональної програми Людина року—2015, кандидат економічних наук.

## Біографія
Здобув дві вищі освіти. Закінчив Харківський політехнічний інститут за спеціальністю «Ливарне виробництво» та Харківський національний університет ім. В. Н. Каразіна за спеціальністю «Фінанси та кредит». Обіймав ключові пости у великих російських та українських компаніях, насамперед у сфері сільгоспмашинобудування пропрацював на керівних посадах більше десяти років.
З липня 2013 року по березень 2016 року обіймав посаду генерального директора Харківського тракторного заводу імені Серго Орджонікідзе. За цей період на Харківському тракторному заводі повністю була оновлена лінійка виробляємих тракторів, оптимізовані бізнес-процеси, крім того, в 2014 році завод, отримавши 450 млн грн чистого прибутку, вийшов з процедури банкрутства, в якому він перебував з травня 2007 року.
З лютого 2017 року постійно проживає в Іспанії

## Нагороди та премії
В 2008 році нагороджений Орденом Князя Володимира ІІІ ступеня.
В 2016 році став лауреатом Загальнонаціональної програми Людина року—2015 в номінації «Промисловець року—2015»

## Кримінальне переслідування
У липні 2016 року акціонер ХТЗ Calverton Establishment Limited (компанія, афільована з групою DCH) звернувся до Господарського суду Харківської області з позовом про відшкодування збитків в розмірі 29,55 млн грн, завданих Владиславом Губіним під час перебування його на посаді гендиректора ХТЗ, але суд відмовив у задоволенні позову акціонеру ХТЗ про стягнення з Губіна 29,55 млн грн збитків. 
Також у липні 2016 року проти нього було відкрите кримінальне провадження за фактом розтрати майна шляхом зловживання службовим становищем, вчиненого в особливо великих розмірах та службового підроблення. Йому неодноразово надсилалися повістки про виклик до слідчого Національної поліції України та в Харківську місцеву прокуратуру №3 для участі в проведенні слідчих дій, але він жодного разу не з'явився, тому в 2017 році його було оголошено в національний та міжнародний розшук, за даними Державної прикордонної служби України 15 лютого 2017 року він перетнув державний кордон України та виїхав з країни до Барселони і до теперішнього часу в Україну не повертався. В квітні 2018 року Орджонікідзевським районим судом Харкова він був заочно засуджений до 8 років в’язниці з конфіскацією майна. Станом на початок  2021 року перебував в міжнародному розшуку. Харківський апеляційний суд у листопаді 2021 року залишив чинним рішення суду першої інстанції, але у серпні 2022 року Верховний суд України скасував обвинувальний вирок у повному обсязі, задовольнивши касаційну скаргу Губіна Владислава Валерійовича.
У грудні 2016 року відносно Губіна порушено чергову кримінальну справу за розтрату майна та службове підроблення. У червні 2020 року йому було заочно повідомлено про підозру у розтраті грошових коштів, про це повідомила прес-служба прокуратури Харківської області з посиланням на керівника місцевої Харківської прокуратури №3 Руслана Скуратовича.
У березні 2020 року прес-служба прокуратури Харківської області повідомила, що Іспанія видасть Україні екс-гендиректора Харківського тракторного заводу. Інформація про екстрадицію екс-гендиректора Харківського тракторного заводу в Україну не знайшла свого підтвердження та була спростована. Іспанія відмовила Україні в екстрадиції Губіна Владислава Валерійовича, надавши екс-гендиректору Харківського тракторного заводу політичний притулок.

## Політичний притулок в Іспанії
У лютому 2017 року він залишив територію України, вирушивши в Іспанію, де отримав політичний притулок і постійний вид на проживання в ЄС. Міністерство внутрішніх справ Іспанії прийняло відповідне рішення на підставі рішення Міжміністерської комісії у справах біженців при Уряді Іспанії. Міжміністерська комісія прийшла до висновку про політичне переслідування екс-гендиректора ХТЗ в Україні в рамках кримінальної справи, яка, за висновком іспанських властей є сфабрикованою і не спрямована на захист громадянина, суспільства і держави від кримінальних правопорушень, і вважає, що повернення Губіна в Україну призведе до незаконного притягнення його до кримінальної відповідальності і протиправному позбавленню волі.